# Don Ameche
Don Ameche, nascut Dominic Amici (Kenosha, Wisconsin, 31 de maig de 1908 - Scottsdale, Arizona, 6 de desembre de 1993) va ser un actor i director estatunidenc.

## Biografia
Ameche va començar la seva carrera amb el vodevil al costat de Texas Guinan, encara que posteriorment van deixar de treballar junts, ja que Guinan considerava a Ameche massa tibat. Va debutar al cinema el 1935 i, a final de la dècada, s'havia convertit en un dels principals actors de Hollywood. Va interpretar amb èxit pel·lícules com Alexander's Ragtime Band (1938), a Heaven Can Wait (1943), al costat de Gene Tierney, i a The Story of Alexander Graham Bell (1939), interpretant a Alexander Graham Bell. Curiosament, la seva interpretació de l'inventor del telèfon va popularitzar el mot "ameche" com a sinònim de telèfon.
Entre 1961 i 1965, Ameche va treballar al programa de l'NBC International Showtime. A la fi dels anys 60 i inicis dels 70, Ameche va dirigir la sèrie dramàtica de l'NBC Julia, protagonitzada per Diahann Carroll. Va estar allunyat del cinema durant 13 anys. Però el 1983 va tornar al costat del veterà actor Ralph Bellamy amb la pel·lícula Trading Places. Interpretaven a dos rics germans que s'apostaven un dòlar sobre la possibilitat d'arruïnar a un home innocent. L'èxit de la pel·lícula els va proporcionar la tornada al primer pla de Hollywood.
El següent paper d'Ameche, en Cocoon (1985), li va valer l'Oscar al millor actor secundari. Va seguir treballant la resta de la seva vida (inclòs un paper en la seqüela, Cocoon: The Return). Les seves últimes pel·lícules van ser Homeward Bound: The Incredible Journey (1993) i Corina, Corina (1994), completada uns dies abans de la seva mort. Per la seva contribució a la ràdio, Ameche va rebre una estrella en el Passeig de la Fama de Hollywood, en el 6313 de Hollywood Boulevard, i una segona estrella en el 6101 de la mateixa via pel seu treball televisiu.
Ameche va estar casat amb Honore Prendergast des de 1932 fins a la mort d'ella el 1986. Van tenir sis fills. Ameche va morir el 6 de desembre de 1993, a causa d'un càncer de pròstata. Va ser enterrat en el cementiri Resurrection Catholic, també conegut com a cementiri de St. Philomena, a Asbury, Iowa.

## Filmografia

### Actor

#### Cinema
| - 1935: Clive of India de Richard Boleslawski: Presoner al Black Hole - 1935: L'infern (Dantes inferno) de Harry Lachman: Man in Stoke-Hold - 1936: Sins of Man: Karl Freyman / Mario Signarelli - 1936: Ramona de Henry King: Alessandro - 1936: Ladies in Love: Dr. Rudi Imre - 1936: One in a Million: Robert 'Bob' Harris (periodista for 'Paris Herald') - 1937: In Old Chicago de Henry King: Jack O'Leary - 1937: Love Is News de Tay Garnett: Marty Canavan - 1937: Fifty Roads to Town: Peter Nostrand - 1937: You Can't Have Everything: George Macrae - 1937: Love Under Fire: Tracy Egan - 1938: Happy Landing: Jimmy Hall - 1938: Alexander's Ragtime Band de Henry King: Charlie Dwyer - 1938: Josette: David Brassard Jr. - 1938: Gateway: Dick - 1939: Els tres mosqueters (The Three Musketeers): D'Artagnan - 1939: Midnight de Mitchell Leisen: Tibor Czerny / Baron Czerny - 1939: The Story of Alexander Graham Bell d'Irving Cummings: Alexander Graham Bell - 1939: Hollywood Cavalcade: Michael Linnett 'Mike' Connors - 1939: Swanee River: Stephen Foster - 1940: Lillian Russell: Edward Solomon - 1940: Four Sons d'Archie Mayo: Chris Bernic - 1940: Down Argentine Way d'Irving Cummings: Ricardo Quintana - 1941: That Night in Rio d'Irving Cummings: Larry Martin / Baron Manuel Duarte - 1941: Moon over Miami de Walter Lang: Phil O'Neil - 1941: Kiss the Boys Goodbye: Lloyd Lloyd - 1941: The Feminine Touch: Prof. John Hathaway - 1941: Confirm or Deny: 'Mitch' Mitchell - 1942: The Magnificent Dope: Dwight Dawson | - 1942: Girl Trouble: Pedro Sullivan - 1943: Something to Shout About: Ken Douglas - 1943: Heaven Can Wait d'Ernst Lubitsch: Henry Van Cleve - 1943: Happy Land: Lew Marsh - 1944: Wing and a Prayer: Cmdr. Bingo Harper - 1944: Greenwich Village: Kenneth Harvey - 1945: It's in the Bag!: Don, A Singing Waiter (cameo) - 1945: Guest Wife: Joseph Jefferson Parker - 1946: So Goes My Love: Hiram Stephen Maxim - 1947: That's My Man: Joe Grange - 1948: Sleep, My Love de Douglas Sirk: Richard W. Courtland - 1949: Slightly French: John Gayle - 1954: Phantom Caravan - 1961: A Fever in the Blood: Sen. Alex S. Simon - 1966: Picture Mommy Dead: Edward Shelley - 1970: The Boatniks: Cmdr. Taylor - 1970: Suppose They Gave a War and Nobody Came?: Coronel Flanders - 1983: Trading Places de John Landis: Mortimer Duke - 1985: Cocoon de Ron Howard: Arthur Selwyn - 1987: Harry and the Hendersons de William Dear: Dr. Wallace Wrightwood - 1988: Coming to America de John Landis: Mortimer Duke - 1988: Things Change: Gino - 1988: Cocoon: The Return de Daniel Petrie: Arthur 'Art' Selwyn - 1990: Oddball Hall: G. Paul Siebriese - 1991: Oscar de John Landis: Pare Clemente - 1992: Folks!: Harry Aldrich - 1993: Homeward Bound: The Incredible Journey de Duwayne Dunham: Shadow (veu) - 1994: Corina, Corina (Corrina, Corrina): Avi Harry |

#### Televisió
- 1950: Holiday Hotel (sèrie TV): Host (1950-1951)
- 1951: The Frances Langford-Don Ameche Show (sèrie TV): Co-host (1951-52)
- 1954: Fire One (TV)
- 1961: International Showtime (sèrie TV): Host
- 1968: Shadow Over Elveron (TV): Justin Pettit
- 1971: Shepherd's Flock (TV): Dr. Hewitt
- 1971: Columbo: Suitable for Framing (TV): Frank Simpson
- 1972: Gidget Gets Married (TV): Otis Ramsey
- 1979: The Chinese Typeguió (TV): Armand Beller
- 1980: The Love Boat
- 1986: A Masterpiece of Murder (TV): Frank Aherne
- 1986: The Twelfth Annual People's Choice Awards (TV): Presentador
- 1987: Pals (TV): Art Riddle
- 1991: Our Shining Moment (TV): John 'Papa' McGuire Sr.
- 1992: Sunstroke (TV): Jake

### Director
- 1968: Julia (sèrie TV)